# Wright-Bellanca WB-2
Il Wright-Bellanca WB-2, battezzato con il nome Columbia, Miss Columbia, e in seguito Maple Leaf, fu un aereo da primato monomotore monoplano ad ala alta progettato da Giuseppe Mario Bellanca, secondo progetto della serie elaborato dall'ingegnere italiano, e costruito inizialmente dell'azienda aeronautica statunitense Wright Aeronautical nel 1927, in seguito acquistato dalla Columbia Aircraft Corporation.
Utilizzato negli anni seguenti in una serie manifestazioni e competizioni aeronautiche, ai comandi del pioniere dell'aviazione Clarence Chamberlin ottenne numerosi primati di massima distanza percorsa, nonché trofei e premi in denaro. Inizialmente scelto da Charles Lindbergh per la sua trasvolata transatlantica senza scalo, a causa del mancato accordo tra le parti, questi dovette optare per il Ryan NYP meglio noto come Spirit of St. Louis.